# Iwerode
Iwerode ist eine Wüstung bei Sylda im Landkreis Mansfeld-Südharz im deutschen Bundesland Sachsen-Anhalt. Das Dorf lag am Weg von Sylda nach Großörner und ist heute nicht mehr zu erkennen. Bei der Wüstung liegt der Hügel Roter Berg, auch ein Bach entsprang hier.

## Geschichte
- Iwerode wurde vermutlich im 9. oder 10. Jahrhundert in einer Rodungsphase gegründet.
- Neben Baderode, Ritterode, Endorf, Nieder-Welbsleben, Quenstedt, Wilrode und Wolfshagen wurde Iwerode, genannt Ywerode, aus der Herrschaft Arnstein durch die Grafen von Regenstein am 13. Juli 1387 an die Grafen von Mansfeld verkauft. Das Dorf war zu diesem Zeitpunkt jedoch schon verlassen.
- Im Lehnbrief des Herzogs Albrecht von Sachsen für die Grafen von Mansfeld am 26. Juli 1486 wurde Iwerode als Ibenrode erwähnt.
- Am 9. Dezember 1518 belehnte Herzog Georg von Sachsen die Grafen von Mansfeld unter anderem mit Iwerode (genannt Ibenrode).
- Der Chronist Cyriacus Spangenberg traf um 1552 noch Menschen, die in ihrer Jugend noch die Mauerreste der Dorfkirche gesehen hatten.